# Yume No Kakera
Singles de ZONE
Sekai No Hon No Katasumi Kara
(2001) Hitoshizuku
(2002)
Yume No Kakera... est le 5e single major du groupe ZONE sous le label Sony Music Records et le 6e en tout, sorti le 14 février 2002 au Japon. Il arrive 3e à l'Oricon et reste classé 9 semaines pour un total de 141 000 exemplaires vendus dans cette période. Il sort le même jour que l'album Z.
Yume No Kakera... a été utilisé comme campagne publicitaire pour Nomu Furuuche. Cette chanson est une réponse à la chanson Secret Base ~Kimi ga Kureta Mono~. Yume No Kakera... se trouve sur l'album O, sur la compilation E ~Complete A side Singles~ et sur l'album en hommage au groupe ZONE Tribute ~Kimi ga Kureta Mono~; tandis que JET se trouve sur la compilation Ura E ~Complete B side Melodies~.

## Liste des titres
| 1. | Yume No Kakera... (夢ノカケラ・・・)                  | Sen Sora, n. machida        | Machida Norihiko            | 4:12 |
| 2. | Jet (Obata Hideyuki (小幡英之))                       | Obata Hideyuki (小幡英之)   | 上田晃司                    | 4:49 |
| 3. | Yume No Kakera... (Backing Tracks) (夢ノカケラ・・・) | Sen Sora (千空), n. machida | Machida Norihiko (町田紀彦) | 4:10 |
| 4. | Jet (Backing Tracks) (Obata Hideyuki (小幡英之))      | Obata Hideyuki (小幡英之)   | 上田晃司                    | 4:46 |